# Іван Бездомний
Іван Бездомний (справжнє ім'я Іван Миколайович Понирєв) — літературний персонаж роману  Михайла Булгакова «Майстер і Маргарита».
Поет, член МАССОЛІТу. Пише атеїстичну поему про Ісуса Христа. З його бесіди з редактором художнього журналу  Берліозом, яким була замовлена антирелігійна поема про  Ісуса Христа, починається роман. Бесіда полягала в обговоренні образу Ісуса в поемі Бездомного. Іван показав в поемі реальну людину, в той час, як Берліоз хотів, щоб герой виглядав міфом. Став свідком смерті Берліоза. Після загибелі Берліоза і погоні за Воландом потрапляє в психіатричну лікарню, де зустрічається з  Майстром.
Після розмов з Майстром приймає рішення перестати писати вірші. В епілозі Іван Миколайович Понирєв — співробітник інституту історії і філософії, професор.

## Можливі прототипи
- Олександр Безименський — російський поет [1]
- Стентон — персонаж роману англійського письменника Чарльза Метьюрина «Мельмот Блукач»[1]
- Поет Іван Приблудний (Яків Овчаренко) (1905—1937), який згадується в «записниках» Ільфа і входив в оточення Єсеніна[2].
- Студент з трагедії Йоганна Гете «Фауст»[1]
- Також є всі підстави вважати[3] , що одним із прототипів Івана Бездомного є сучасник М. О. Булгакова Дем'ян Бєдний.